# 1,4-ビス(ジフェニルホスフィノ)ブタン
1,4-ビス(ジフェニルホスフィノ)ブタン（英語: 1,4-bis(diphenylphosphino)butane, dppb）は、化学式が (Ph2PCH2CH2)2 で表される有機リン化合物である。錯体化学ではdppeのような他のジホスファン配位子と比べあまり一般的ではない。白色の固体で、有機溶媒に溶ける。

## 錯体
配位子が二座または一座のニッケル錯体が知られている。dppbを含むパラジウム錯体は、多くの触媒反応に用いられている。この配位子の自然なバイトアングルは二座配位で94°である。

## 関連化合物
- 1,2-ビス(ジメチルホスフィノ)エタン（英語版）
- ビス(ジフェニルホスフィノ)メタン
- 1,3-ビス(ジフェニルホスフィノ)プロパン